# Szüry Dénes
Szüry Dénes (Rétalap, 1849. július 2. – Budapest, 1909. október 28.) író, műfordító, miniszteri tanácsos a közoktatásügyi minisztériumban, a Kisfaludy Társaság (1893) tagja.

## Pályája
Szüry Lajos Komárom vármegyei alispán és Krajcsovics Terézia fia, öccse Szüry János kereskedelemügyi miniszter. A gimnázium alsó osztályait Komáromban, a felsőbb osztályokat és jogi tanulmányainak első évét Győrben, a többi hármat a pesti egyetemen végezte. 1871-től a vallás- és közoktatási minisztériumban dolgozott, ugyanott 1876-tól egyházpolitikai ügyekkel foglalkozott; 1882 és 1894 között a görögkeleti egyházpolitikai osztályt vezette. 1892-ben miniszteri tanácsosi címet kapott, de két évvel később egészségi okokból ideiglenes nyugalomba vonult. Miután megvált az állami szolgálattól, művészeti és irodalmi társaságok tevékenységében vett részt: a képzőművészeti társulat választmányának 1893-tól, a Nemzeti Szalon művészeti társulat választmányának hat évig volt tagja, tagja volt az 1900. évi párizsi világkiállítás végrehajtó bizottságának is.
Irodalmi munkásságát 1874-ben kezdte. Tizenkét évig Sz. D., -y-s, d-s és ü jegyek alatt publikált. Színíbrálatai jelentek meg a Budapesti Közlönyben (1874-től 1875 tavaszáig a Várszínház rendes tudósítója volt); útirajzokat és elbeszéléseket fordított, különösen Turgenyev Egy vadász feljegyzéseiből (Fővárosi Lapok, 1875–1878; Pesti Napló, 1878. 306-307. szám).
1886-tól évekig Olaszországban utazott; több ízben fölkereste Németország városait, mindenütt a művészet tanulmányozása céljából. Utazásairól tárcasorozatot közölt a Fővárosi Lapokban (1887–1892), A Hétben (1890–1891) és a Magyar Salonban (1891). 1893-tól tíz évig kizárólag a Vasárnapi Ujság munkatársa volt, eleinte -ée- jegy, később saját neve alatt. (1896. Amadei Anna grófné, Szilágyi Dezső, Ivankovics János rozsnyói püspök, Grado szigete és a Kuruc nóták, 1898. Sarlay János, Szász Károly; 1899. Szilágyi Sándorról, Silberstein Adolf, Trefort Ágnes, 1900. Forster Gyula, 1901. Emlékezés Bonc Ferencre, 1902. Tisza Kálmán, Szemere György regényei, Szivós Béla kivesző alakjai). A Kisfaludy Társaság Évlapjaiban megjelent Shakespeare és az elismerés című székfoglaló előadása (1899).

## Munkái
- Öt év a szerb egyház életéből. Budapest, 1887. (Különnyomat a Budapesti Szemléből).
- Mosolygó ég. Budapest, 1888.
- Rajzok. Budapest, 1893. (Ebből fordításokat közölt az Arthur's Home Magazin, New York, 1895. november, december és 1896. január hónapban).
- Drámai impressziók. Budapest, 1899.
- Zemganno fivérek. Írta Goncourt Edmond, fordította franciából. Budapest.
- Jones Tamás a talált gyermek. Írta Fielding Henrik. Fordította angolból I. és II. kötet. Budapest, 1907., 1909. (A III. kötet: ?).